# Wirachach Umtum
Wirachach Umtum (thailändisch วิรชัช อำทำ; * 25. Januar 2005 in Lamphun), auch als Otto bekannt, ist ein thailändischer Fußballspieler.

## Karriere
Wirachach Umtum erlernte das Fußballspielen in der Schulmannschaft des Assumption College in Si Racha. Seinen ersten Vertrag unterschrieb er im Januar 2024 beim Zweitligisten Pattaya United FC. Sein Zweitligadebüt für den Verein aus dem Seebad Pattaya gab Umtum am 7. April 2024 (32. Spieltag) im Auswärtsspiel gegen den Kasetsart FC. Bei dem 2:1-Auswärtserfolg wurde er in der 57. Minute für Santitorn Lattirom eingewechselt. Im Sommer 2024 wurde sein Vertrag nicht verlängert. Im Juli 2024 unterschrieb er einen Vertrag beim Drittligaaufsteiger Dome FC. Mit dem Verein aus Pathum Thani spielt er in der Central Region der Liga.